# Futurepop
A futurepop az 1990-es évek közepén kialakult zenei irányzat, amely egybeolvasztja az EBM, szintipop (vokál stílus és dalszerkezet) és trance elemeit (emiatt industrial-synthpop néven is ismert).
Sok együttes hangzásvilága úgy írható le, mintha egy new wave/synthpop zenekar (pl: Depeche Mode) énekstílusát átemelnénk az EBM-ből ismert szigorúbb ritmusokra és a trance zenéből ismert érzelmesen elszállós, de itt gyakran melankolikusabb hangvételű dallamokra. Ma már elég tágan értelmezhető, előadónként változhat, ki milyen további zenei hatásokkal fűszerezi meg a stílus alapjait, mert a hagyományos értelembe vett futurepop hangzás mellett egyaránt előfordul kompatibilis műfajokkal történő vegyülése is, például: dark wave, synthwave vagy akár posztrock, elektronikus rock zenei elemeket használó formája.
Nem összekeverendő az elmúlt évtizedben (2010 után) kialakult Industrial Pop-al(melynek jeles képviselője például: Aesthetic Perfection), ami EBM, electro-industrial vagy aggrotech zenei elemeket helyez hagyományos pop, electropop vagy pop rock zenei stílusokra jellemző dalstruktúrára. Ez utóbbi műfaj esetén az énekstílus nagyrészt dallamos pop zene hatású, azon belül is gyakran a mély érzelmek kifejezésére fókuszáló líraibb jelleg kerül előtérbe, némileg sötétebb vagy agresszívebb tálalásban, olykor előfordulnak benne aggrotech és indusztriális metal ihletésű vadulósabb zenei kiállások is. Dalszövegi témák terén sokat merít a hagyományos Industrial/EBM zenék provokatív, társadalomkritikus, lázadó hangvételéből is.

## Jelentősebb képviselői
- Blutengel (Németország)
- Icon of Coil Norvégia,
- VNV Nation Anglia,
- Apoptygma Berzerk Norvégia,
- Covenant Svédország,
- Project Pitchfork Németország,
- Solitary Experiments Németország,
- De/Vision Németország,
- Neuroticfish Németország,
- Assemblage 23 USA,
- Mind.In.A.Box Ausztria,
- Rotersand Németország